# Вулканал
Вулканал (итал. Volcanale) — алтарь бога огня Вулкана в Древнем Риме на форуме.
Вулканал считался одним из старейших священных сооружений города, по мнению Плиния, его основал сам Ромул, а алтарь воздвиг Тит Татий. Святилище располагалось на нескольких уровнях от подножия Капитолия до площади форума и было местом собраний. Храм Вулкана с III века до н. э., как божества, связанного с огнём и пожарами, находился за пределами померия, на Марсовом поле.